# ایزوبوتانول
ایزوبوتانول (به انگلیسی: Isobutanol) با فرمول شیمیایی C۴H۱۰O یک ترکیب شیمیایی با شناسه پاب‌کم ۶۵۶۰ است. که جرم مولی آن 74.122 g/mol می‌باشد. شکل ظاهری این ترکیب، مایع بی‌رنگ است.